# Banda de Gaitas Ribeseya
A Banda de Gaitas Ribeseya, surge no ano de 1996 como resultado da atividade dos jovens da Escola de Música Tradicional de Ribadesella (Ribeseya asturiana). Pipe Band Ribeseya é formado dentro do Hevia mestre piper projeto conhecido como "o Bandona das Astúrias", e que consistia de bandas de gaitas de Villaviciosa, Mieres, Candás e Ribeseya, que mais tarde iria se juntar ao Banda de Gaitas de San Martín del Rey Aurelio.
Hoje, a formação da banda é composta por 12 gaiteiros, 4 compositores, 4 timbaleiras e 1 bombeiro.

## Primeira etapa
A banda começa a atuar em toda a geografia asturiana de forma autônoma. Reunião de Ascensão em Oviedo, La Fiesta Pastor em Lagos de Covadonga ou a Festa de enchidos Cebolas em El Entrego e muitos outros eventos no país e festividades Conselho Ribeseya. 
- 1998 - A banda atende alguns festivais tanto dentro como fora da geografia asturiana, em cidades como Sevilha ou Castelló, mas sem dúvida, há um Festival que representa celtism em todo o mundo, e é o Festival Interceltic de Lorient, para o qual Participou como parte de "La Bandona de Asturias".

- 2001 - Disputa o Primeiro Campeonato de Bandas Asturianas de Bagpipes, realizada em Gijón. É a banda de revelação do campeonato, obtendo uma quarta posição meritória.

- 2002 - No mesmo Campeonato de Bandas, enfrenta cotovelo para cotovelo com a Banda de Gaitas "Villaviciosa-El Gaitero", atingindo o subcampo das Astúrias. Uma vez por ano, em La Felguera, a banda repete história, permanecendo neste terceiro lugar.

No inverno do ano de 2003, a banda tem uma crise de componentes, por razões de estudos e trabalho dos componentes é forçado a fazer uma pausa temporária que finalmente duraria 6 anos.

## Segunda etapa
Em 2009, há ações para tentar ressuscitar a banda. A partir deste movimento, o grupo atual renasce, com o objetivo de se tornar uma banda compatível com o horário de trabalho e acessível para pessoas de qualquer parte das Astúrias que desejam trabalhar e progredir. A partir desse momento, em que os ensaios começam, a banda se apresenta no Festival de Bandas Gaitas "Xacara" e no Festival de Castrillón em 2010, colhendo bons comentários, o que encoraja o grupo Ribadesella a competir na Fase Final. da Liga Galega de Gaitas. 
- Neste campeonato, comemorou em julho de 2011, a banda obtém uma segunda posição meritória em 2º grau e uma vitória na categoria de Percussão. Resultados a destacar, considerando que o resultado final é obtido pela adição das várias categorias, entre as quais a estética, seção na qual eles deram uma pontuação muito baixa por não ter trajes tradicionais.[2]

- Em 2012, a Liga Galega de Gaita foi apresentada, tornando-se um Campeão de Segundo Grau, levando mais de 30 pontos nas duas fases para o segundo classificado. No mesmo ano, ele participou de outros festivais e festivais do Festival de Badas de Gaitas de Candás, transmitido ao vivo pela televisão.[3]

- Em 2013, participam de alguns festivais asturianos e participam do Campeonato do Arco Atlântico de Gijón, com o quarto lugar na categoria geral e os Campeões de percussão. Eles também viajam para Euskadi para o Festival Sopela Munduan, Mundua Sopelan.[4]

- Em 2014, eles visitam os maiores auditórios de Múrcia e continuam a realizar-se para os festivais asturianos. Eles também se mudam para a Galiza para algumas apresentações.